# James Wyllie Rodger
James Wyllie Rodger (* 11. Dezember 1867 in Stewarton, Ayrshire; † 1896) war ein schottischer Chemiker und Mitglied des  Royal College of Science (A.R.C.S.).

## Leben
Er besuchte die Kilmarnock Academy und studierte unter John Dickie und das Royal College of Science in London, wobei er 1885–1888 diverse Preise gewann. 1885 erwarb er ein königliches Stipendium und 1886 den Murchison Preis in Geologie 1889 wurde er Assistent am Forschungslabor und veröffentlichte in den nächsten fünf bis sechs Jahren mit Thomas Edward Thorpe (1845–1925) zahlreiche Arbeiten.

## Veröffentlichungen (Auswahl)
- On the Relations between the Viscosity of Liquids and their Chemical Nature
- mit John Samuel Strafford Brame: The optical rotations of methylic and ethylic tartrates. 1898, doi:10.1039/CT8987300301

## Belege
1. ↑  Obituary notices, W. L. Hiepe; James Wyllie Rodger in: Journal of the Chemical Society, Transactions, 1898, 73, 1047–1051 doi:10.1039/CT8987301047
2. ↑  A.W.R.: James Wyllie Rodger, A.R.C.S; In: Nature 56, 129-129 (10 June 1897) doi:10.1038/056129b0
3. ↑  Chemical Society (Great Britain), Bureau of Chemical Abstracts (Great Britain): Journal of the Chemical Society, Band 73, Journal of the Chemical Society, The Society, 1965, Band 7, Seite 1047.

| Personendaten    | Personendaten                |
| ---------------- | ---------------------------- |
| NAME             | Rodger, James Wyllie         |
| KURZBESCHREIBUNG | schottischer Wissenschaftler |
| GEBURTSDATUM     | 11. Dezember 1867            |
| GEBURTSORT       | Stewarton, Ayrshire          |
| STERBEDATUM      | 1896                         |